# Lunda kyrka, Uppland
Lunda kyrka är en kyrkobyggnad i Lunda socken i Sigtuna kommun i Uppland. Kyrkan tillhör Skepptuna församling och ligger väl synlig från länsväg 273 mot Almunge. I socknen låg Attundalands tingsplats där man samlades till ting och handel fram till 1400-talet och konkurrerade med Sigtuna som marknadsplats.

## Föregående kyrkobyggnad
Nuvarande kyrka har haft en äldre föregångare på samma plats. Ett belägg är den välbevarade dopfunten från 1200-talet. Ett annat belägg är att "Lundatolfts kyrka" omnämns redan år 1303 då ärkebiskop Nils Allesson visiterade kyrkan. Ytterligare ett belägg är att sakristian av sten är kyrkans äldsta del som troligen tillbyggdes en träkyrka under slutet av 1300-talet.

## Nuvarande kyrkobyggnad
Nuvarande kyrkobyggnad är en salkyrka av gråsten som uppfördes under första hälften av 1400-talet. Långhuset har en rektangulär planform och är indelat i tre stjärnvälvda travéer, varav koret utgör det östligaste. Norr om koret ligger en sakristia och vid långhusets sydvästra sida finns ett vidbyggt vapenhus. Att sakristian är uppförd före långhuset, antyder bland annat sakristiedörrens låga höjd. Sakristian har ett ursprungligt valv vars ribbor har fyrsidig genomskärning. Valvets byggnadsstil antyder att sakristian knappast är äldre än från slutet av 1300-talet. Långhuset uppfördes under förra delen av 1400-talet och troligen byggdes murarna till full höjd innan tegelvalven uppfördes. Valven liknar mycket tegelvalven i Skepptuna kyrka och tillkom troligen någon gång under åren 1430–1450. Valven ligger inte i förband med murarna utan vilar på väggpelare. Vapenhuset uppfördes troligen på 1500-talet och därefter genomfördes inga fler utbyggnader. 1804 höggs kyrkfönstren upp till sin nuvarande storlek. Västra fönstret behöll dock en äldre form som möjligen är den ursprungliga. Ytterväggarna belades med puts någon gång efter 1600-talet. 1949 fick yttertaket en skifferbeläggning som ersatte tidigare beläggning av träspån. Kyrkan restaurerades 1897. Inredningens ursprungliga färg togs åter fram 1937. Samtidigt breddades bänkarna och gjordes bekvämare. Invändigt är kyrkan vitkalkad och har aldrig haft några målningar.

## Inventarier
- Dopfunten av ljusgrå gotländsk kalksten är från 1200-talet första hälft. På cuppan finns en ranka som antyder att funten var huggen av en anonym gotländsk stenhuggare som kallas Calcarius. Dopfuntens fot är av ännu äldre datum. På medeltida vis är dopfunten placerad strax innanför ingången vid västra sidan. Tillhörande dopfat av mässing är skänkt till kyrkan 1937.
- Predikstolen i empir är ritad av Per Wilhelm Palmroth och skänkt till kyrkan 1806 av Anna Margareta von Danckwardt. Tillhörande timglas är troligen samtida med predikstolen. I kyrkan förvaras stativet till ett timglas som anskaffades 1741.
- Kyrkbänkarna installerades 1740. Läktaren tillkom 1687.
- Altaruppsatsen i lantlig senbarock är från 1740. I altaruppsatsen ingår tre målningar.
- Orgeln med fasad installerades 1897. Nuvarande orgelverk byggdes 1969 av Åkerman & Lund Orgelbyggeri.
- På södra långväggen hänger en oljemålning med motivet "Herdarnas tillbedjan". Tavlan skänktes till kyrkan 1732 och är troligen en 1700-talskopia efter en nederländsk målare av Rubens skola. På norra långväggen hänger en större tavla med oljefärg som föreställer Kristus på korset mellan Maria och Johannes. Tavlan skänktes troligen till kyrkan före mitten av 1700-talet.
- En brudkrona av förgyllt silver med röda och vita stenar från Atelier Borgila är skänkt 1951 av Lunda sykrets.

### Orgel
- 1791 byggde Jonas Ekengren, Stockholm en orgel med 4 stämmor.
- 1897 byggde Åkerman & Lunds Orgelfabriks AB, Stockholm en orgel med 6 stämmor.
- Den nuvarande orgeln byggdes 1969 av Åkerman & Lunds Nya Orgelfabriks AB, Knivsta. Orgeln är mekanisk med slejflådor och har ett tonomfång på 56/30. Fasaden är från 1897 års orgel.

| Huvudverk I        | Svällverk II      | Pedal             | Koppel |
| Rörflöjt 8' (1897) | Fugara 8´ (1897)  | Subbas 16´ (1897) | I/P    |
| Principal 4'       | Gedackt 8'        | Pommer 4'         | II/P   |
| Waldflöjt 2'       | Principal 4'      |                   | II/I   |
| Sesquialtera II    | Koppelflöjt 4'    |                   |        |
| Mixtur III 1 1⁄3'  | Cymbel II         |                   |        |
|                    | Dulcian 8'        |                   |        |
|                    | Tremulant         |                   |        |
|                    | Crescendosvällare |                   |        |

## Omgivning
- Omgivande kyrkogårdsmur hade en stiglucka som revs 1824 och ersattes med nuvarande grindstolpar. 1926 byggdes kyrkogården ut åt väster. Ett litet gravkapell i norra kyrkogårdsmuren uppfördes 1949.
- Sydväst om kyrkan står klockstapeln som uppföres 1701 och försågs redan då med träpanel. Storklockan anses vara gjuten omkring år 1400. En inskrift berättar att gjutarmästaren var Henrik från Stockholm.
- Söder om kyrkan ligger Ängeby gård.

## Bildgalleri

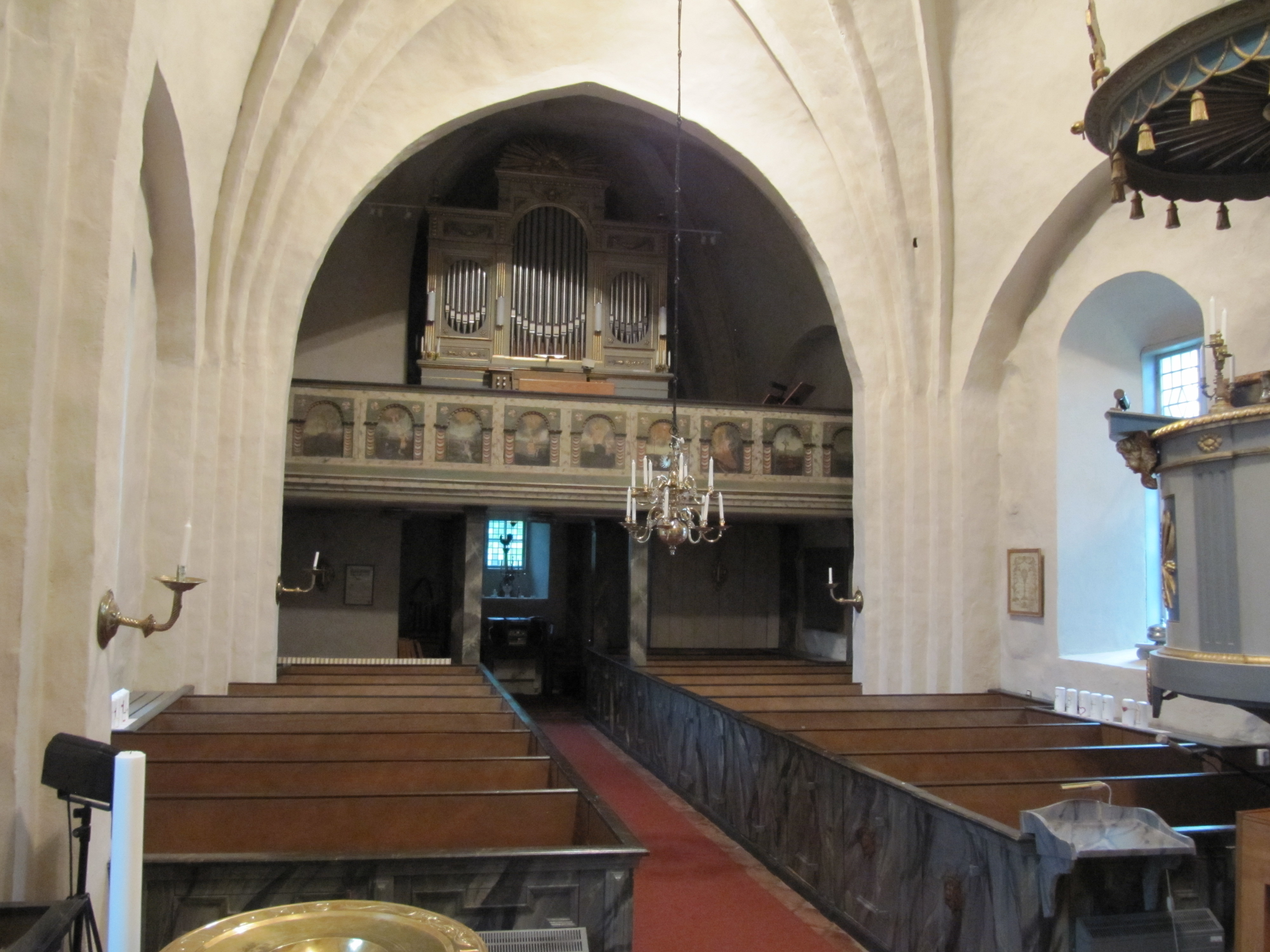
Kyrkorum mot väster
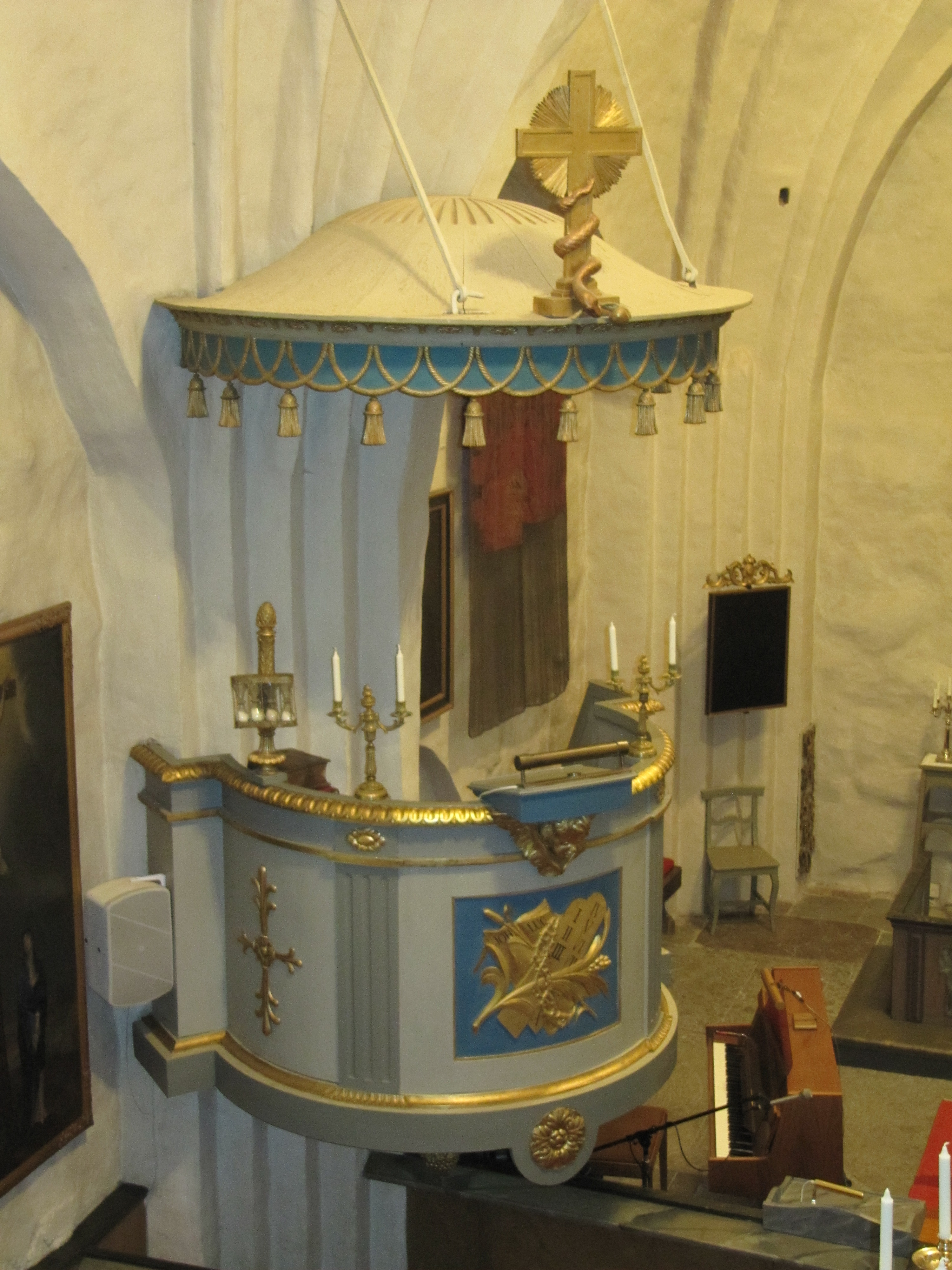
Predikstol
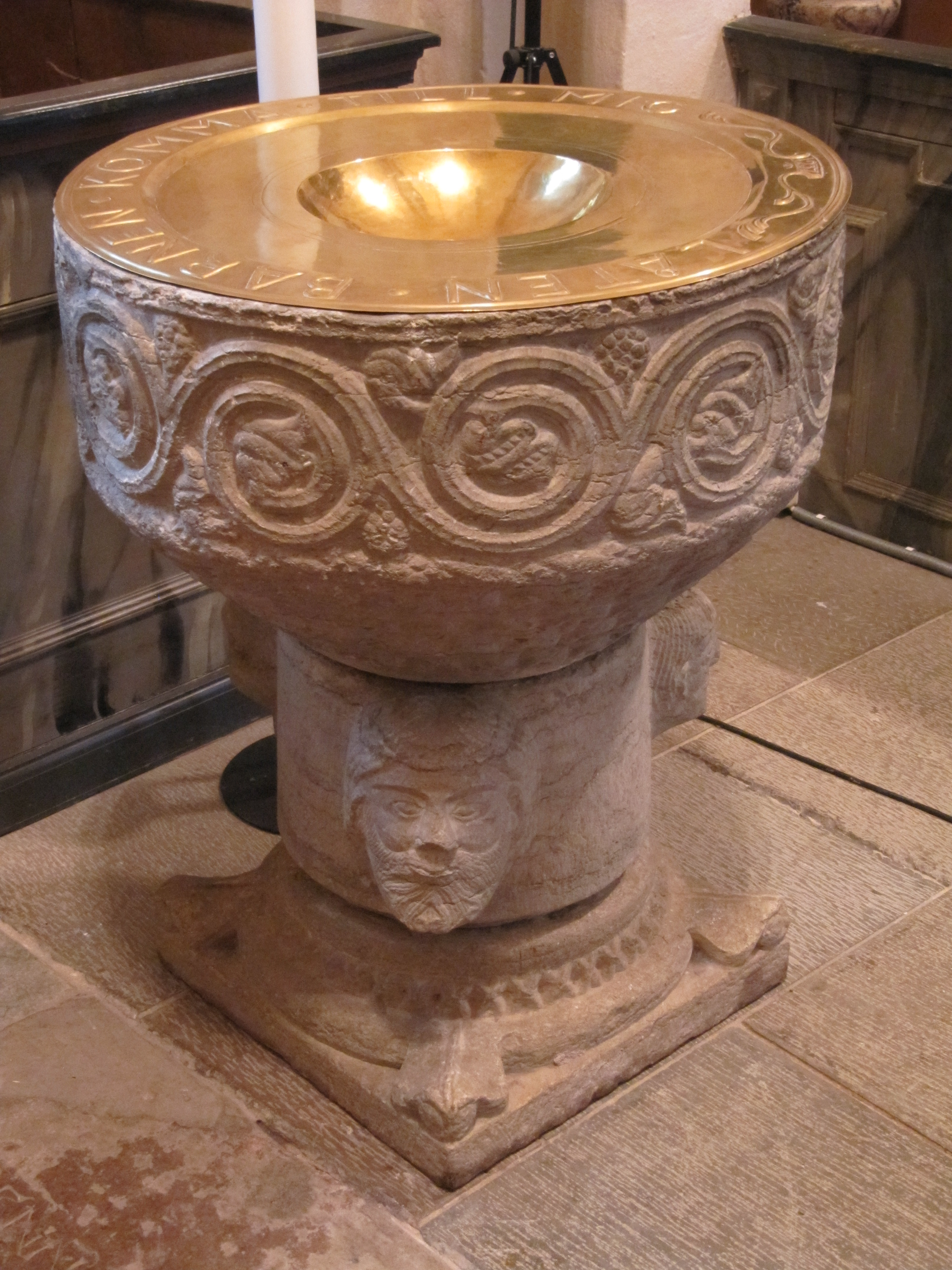
Dopfunt
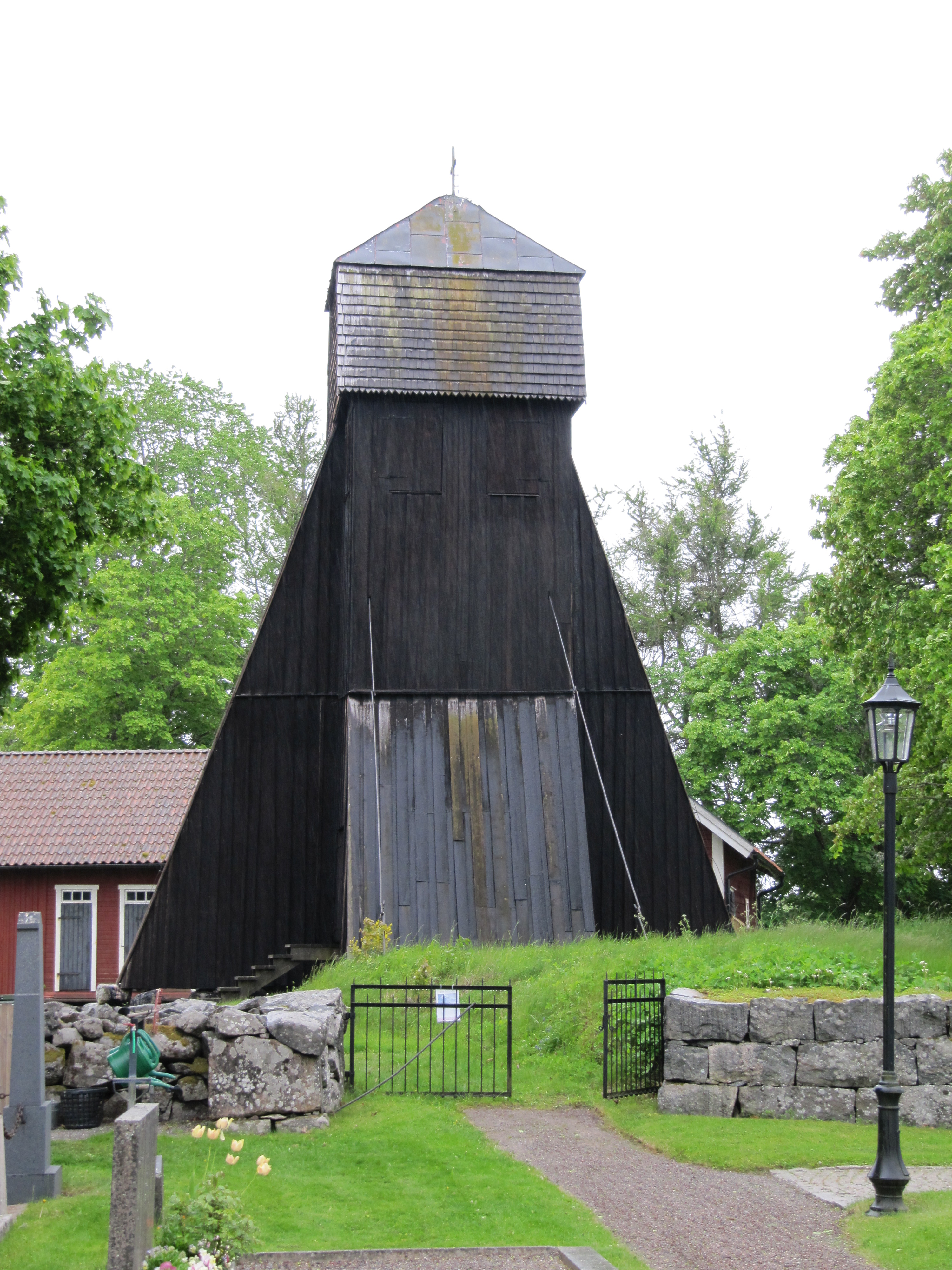
Klockstapel

### Webbkällor
- Upplandia.se - En site om Uppland
- ”Lunda kyrka - Ängeby”. Stockholms Länsmuseum. Arkiverad från originalet den 4 mars 2016. https://web.archive.org/web/20160304200048/http://www.stockholmslansmuseum.se/faktabanken/kulturmiljoer-i-kommunerna/visa/0191030036/.
- Märsta pastorat informerar